# Lepidomeda albivallis
Lepidomeda albivallis är en fiskart som beskrevs av Miller och Hubbs, 1960. Lepidomeda albivallis ingår i släktet Lepidomeda och familjen karpfiskar. IUCN kategoriserar arten globalt som akut hotad. Inga underarter finns listade i Catalogue of Life.